# Turdus obsoletus
El zorzal ventripálido (Turdus obsoletus), también conocido como mirla selvática, mirlo vientriblanco o tordo del Orinoco, es una especie de ave paseriforme de la familia de los túrdidos. Es originaria del sur de Centroamérica y el norte de América del Sur.

## Distribución y hábitat
Su hábitat natural son los bosques húmedos, bosques montanos y zonas degradadas. Es nativo de Colombia, Costa Rica, Ecuador, Panamá y Perú.
Está clasificado como preocupación menor por la IUCN.

## Subespecies
Se reconocen tres subespecies de esta ave:
- Turdus obsoletus colombianus
- Turdus obsoletus obsoletus
- Turdus obsoletus parambanus